# Mouvement des Jeunes Socialistes

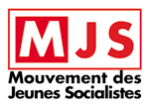
Logo der MJS

Die Mouvement des Jeunes Socialistes (MJS, dt. Bewegung der Jungen Sozialisten) ist die größte linke Jugendorganisation in Frankreich und war bis April 2018 die Jugendorganisation der französischen Parti socialiste (PS, dt. Sozialistische Partei).
Der politische Jugendverband ist seit 1993 eigenständig und somit auch organisatorisch von der PS unabhängig. Die MJS zählt insgesamt 10.000 Mitglieder im Alter von 15 bis 28 Jahren und ist somit vor den Jugendverbänden der konservativen Les Républicains und der kommunistischen Parti communiste français die größte politische Jugendorganisation in Frankreich. Der Frauenanteil beträgt innerhalb des Jugendverbandes 47 Prozent. Die MJS ist auf europäischer Ebene Mitglied der Young European Socialists (YES) und auf internationaler Ebene Mitglied der International Union of Socialist Youth (IUSY). Vorsitzende ist seit 2017 Roxane Lundy.
Im April 2018 beschloss ein Kongress des MJS, sich von der Parti Socialiste zu lösen; die Vorsitzende Roxane Lundy kündigte an, künftig die Bewegung Génération.s des ehemaligen Präsidentschaftskandidaten der PS, Benoît Hamon, zu unterstützen. Der Beschluss und insbesondere die weitere Verwendung des Namens der Organisation ist allerdings umstritten. Beim zeitgleich stattfindenden Parteitag der Parti Socialiste kündigten Mitglieder des MJS an, in der PS zu verbleiben und den Namen des Verbandes zu beanspruchen.